# Медия
Медия (лат. Tunica media) — средняя оболочка артериальных сосудов, представленная в основном гладкомышечными клетками. В связи с тем, что масса медии в сосудах несравнимо выше, чем всех остальных слоёв, принято считать, что показатели обмена веществ, определяемые в сосудистой стенке, отражают характер и интенсивность метаболизма сосудистых гладких мышц.
Выделяют два типа гладкомышечных клеток сосудов: метаболический и сократительный (характерный преимущественно для артерий эластично-мышечного типа).
Наиболее часто в эксперименте поражения медии моделируются с помощью различных химических агентов, таких как адреналин, витамин D в избыточных количествах, монойодацетат натрия.

## Функции
Клетки медии исполняют такие функции как:
1. Поддержание эластичности артерий и сосудистого тонуса.
2. Регуляция периферического кровообращения.
3. Трофика и регенерация сосудов.

## Заболевания
Заболевания, связанные с поражением медии:
- артериосклероз Менкеберга,
- гипертоническая болезнь,
- коронарная недостаточность,
- инфаркт миокарда,
- аневризма аорты,
- сахарный диабет,
- почечная недостаточность.